# St. Bartholomäus (Unternbibert)

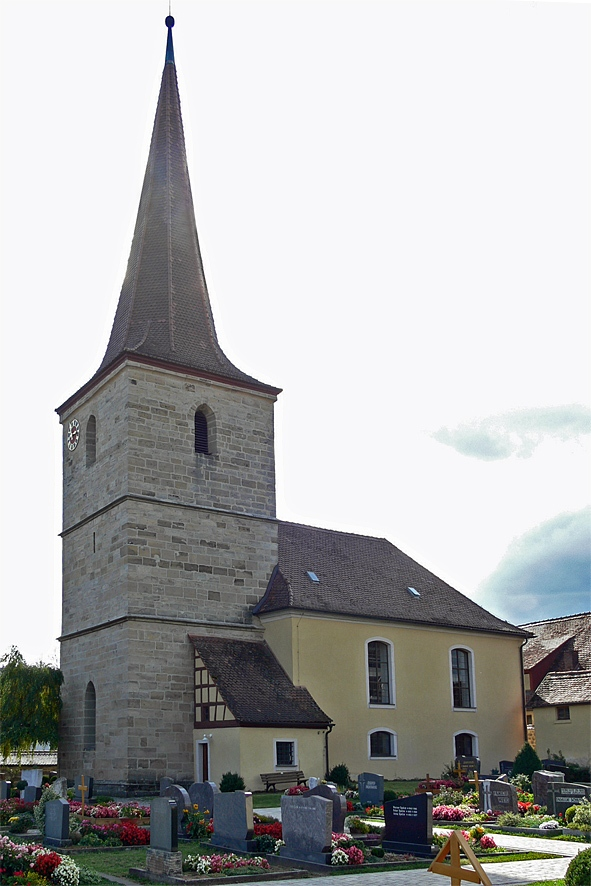
St. Bartholomäus, Nordseite

St. Bartholomäus ist eine nach dem Apostel Bartholomäus benannte evangelisch-lutherische Kirche in Unternbibert (Dekanat Ansbach).

## Kirchengemeinde
Die Kirche wurde 1411 erstmals erwähnt. Das ursprüngliche Patrozinum lautete auf die heilige Barbara. St. Barbara war ursprünglich eine Filiale von St. Laurentius (Flachslanden). Das Patronat übte das Nikolausstift in Spalt aus. In der Folgezeit kam es wiederholt zu Streitigkeiten wegen der finanziellen Ausstattung der Kirche und den zu entrichtenden Abgaben an die Mutterkirche St. Laurentius. 1441 wurde der Streit vom Würzburger Offiziliatgericht durch Abtrennung von St. Barbara beendet. Zu St. Barbara gehörte eigentlich auch die Kapelle St. Kilian und Klara in Andorf. Der Prediger wurde allerdings von den jeweiligen Rügländer Schlossherren gestellt. Erst nach dem Dreißigjährigen Krieg stellte Unternbibert den Prediger für St. Kilian und Klara.
1530 wurde die Reformation eingeführt. Das Patrozinum wurde auf den Apostel Bartholomäus abgeändert. Die Kirchenhoheit und damit das Patronat zog das Fürstentum Brandenburg-Ansbach an sich. Seitdem gehörte die Pfarrei zum neu gegründeten Dekanat Leutershausen. Infolge des Dreißigjährigen Krieges musste Unternbibert von 1634 bis 1666 von dem Pfarrer aus Flachslanden versorgt werden.
Um 1800 gehörten zur Pfarrei die Orte Andorf, Äußere Mühle, Fladengreuth, Frickendorf, Obernbibert, Stockheim und Untere Mühle. Seit 1810 gehört St. Bartholomäus zum Dekanat Ansbach.
Seit 1980 wird die Pfarrei St. Bartholomäus vom Rügländer Pfarrer mitversorgt.

## Kirchengebäude
Von der ursprünglichen Kirche ist nur noch das aus Sandsteinquadern erbaute Untergeschoss des Chorturmes erhalten geblieben, der mit 1441 bezeichnet ist. Dieses hat an der Süd- und Ostseite ein Spitzbogenfenster. 1679 wurden zwei neue Obergeschosse ebenfalls aus Sandsteinquadern erbaut, die durch Geschossgesimse gegliedert sind. Das Glockengeschoss weist zu allen Seiten Spitzbogenschallöffnungen und ein Ziffernblatt auf und an der Südseite eine Sonnenuhr. Zwei Glocken wurden übernommen. Die kleinste Glocke wurde 1571 gegossen und trägt die Aufschrift „Dominus tecum Ave Maria Gloria gratia“. Die andere Glocke wurde 1572 gegossen. 1683 wurde eine dritte Glocke gegossen, die die Aufschrift „Zur Andacht muß ich die Leut locken, drum nennt man mich die Betglocken“ trägt. Auf dem Glockengeschoss sitzt ein eingezogener achtseitiger Spitzhelm. Das Langhaus im Westen wurde aus Bruchstein 1685 neu errichtet und ist zu allen Seiten verputzt. Es hat zwei Achsen von einem kleinen Stichbogenfenster mit jeweils einem hochrechteckigen Stichbogenfenster darüber. Ein Stichbogenportal befindet sich an der Südseite. Das Langhaus hat ein Satteldach, das an der Westseite abgewalmt ist. Ende des 19. Jahrhunderts wurde an der Nordseite des Turmes eine Sakristei mit Pultdach angefügt. Sie hat an der Ostseite ein Rechteckportal, im Giebel Fachwerk und an der Nordseite ein Fenster.
Der einschiffige Saal schließt mit einer Flachdecke ab. Der gesamte Innenraum wurde 1777 unter dem Hofbaumeister Johann David Steingruber im Barockstil umgestaltet. An der Nordseite ist eine zweigeschossige und an der Westseite eine eingeschossige Holzempore eingezogen. Auf der Westempore befindet sich eine Orgel der Firma G. F. Steinmeyer & Co. An der Südseite befindet sich eine Holzkanzel des Jahres 1765. Sie hat einen viereckigen Korb mit abgeschrägten Ecken und in den Feldern Einlegearbeiten, die Christus und Petrus darstellen. Der ebenfalls vierseitige Schalldeckel ist mit Volutenbekrönung und Schnitzwerk versehen. An der Ostseite ist der Saal durch eine Spitzbogenarkade mit dem Chor verbunden. Vor der Arkade steht ein Taufstein aus Sandstein, der mit 1757 bezeichnet ist. Das Becken wird durch einen Engel und zwei kräftige Voluten getragen. Der Holzdeckel hat eine Volutenkrone mit Kreuzabschluss. Im kreuzrippengewölbten Chor befindet sich der Altar, der mit 1773 bezeichnet ist und von Dorothea Wirth gestiftet wurde. Auf der Mensa ist ein Altaraufsatz mit korinthischer Doppelsäulenordnung angebracht, das in der Mitte eine Einlegearbeit des gekreuzigten Jesus zeigt, darüber eine Plastik des auferstandenen Christus und das brandenburgische Wappen. Die Predella zeigt das Letzte Abendmahl als Einlegearbeit. Die Kirche bietet Sitzmöglichkeiten für 180 Personen. Erwähnenswert ist ein Grabstein der Anna von Zogenreuth um 1492/1497 mit Hochrelief der Verstorbenen und Inschrift an der östlichen Stirnwand des Saales, die dem Meister der Ansbacher Schwanenritter zugeschrieben werden kann.
Eine umfassende Innenrenovierung wurde 1969/70 durchgeführt.